# Hachalu Hundessa
Hachalu Hundessa (en idioma oromo: Hacaaluu Hundeessaa; Ambo, 1985 – Adís Abeba, 29 de junio de 2020) fue un cantautor y activista etíope.

## Biografía
Hachalu Hundessa nació en Ambo, siendo sus padres Gudatu Hora y Hundessa Bonsa. Su familia es de la etnia oromo y creció cantando en clubes escolares y mientras pastoreaba ganado.
En 2003, siendo aún un escolar de diecisiete años, fue arrestado por participar en protestas, siendo sentenciado a prisión.  Fue encarcelado en Karchale Ambo durante cinco años y fue liberado en 2008.

## Carrera musical
Compuso las melodías y escribió la mayoría de las letras de su primer álbum mientras estaba en prisión. Lanzó el álbum Sanyii Mootii en 2009. En 2013 visitó los Estados Unidos y lanzó su segundo álbum, Waa'ee Keenyaa, que alcanzó el número 1 en los álbumes de música africana en Amazon.
Sus canciones de protesta por los derechos del grupo étnico oromo los unificaron y animaron a resistir la opresión. Sus canciones han sido estrechamente enlazadas con movimientos de resistencia antigubernamental que comenzaron en 2015 y con las protestas en Etiopía de 2016. Su balada «Maalan Jira» («Qué existencia es la mía») se preocupó el desplazamiento del pueblo oromo desde Adís Abeba. Meses después del lanzamiento del sencillo en junio de 2015, se produjeron protestas contra el Plan Maestro de Addis Abeba en toda la región de Oromía. La canción se convirtió en un himno para los manifestantes y se convirtió en uno de los videos musicales oromo más vistos.
En diciembre de 2017, Hundessa cantó en un gran concierto en Adís Abeba para recaudar fondos para los 700 mil oromo que debieron migrar internamente a causa de la violencia étnica; que fue retransmitido en vivo por Oromia Broadcasting Network.
Las canciones de Hundessa capturaron las esperanzas y frustraciones de Oromo. Según el profesor Awol Allo, "Hachalu fue la banda sonora de la revolución oromo, un genio lírico y un activista que encarnaba las esperanzas y aspiraciones del público oromo."

## Asesinato
Recibió un disparo al anochecer del 29 de junio de 2020 en el área de Akaki Kality en Adís Abeba. Fue llevado al Hospital General Tirunesh Beijing, donde falleció a causa de las heridas. Miles de dolientes se reunieron en el hospital, mientras la policía usaba gases lacrimógenos para dispersar a las multitudes y los manifestantes quemaban neumáticos. Si bien los manifestantes insistieron en que debía ser enterrado en Addis Abeba, su cuerpo fue trasladado en avión a Ambo, de acuerdo con el deseo de su familia. La policía arrestó a varios sospechosos en relación con el asesinato.[cita requerida]
Hundessa había informado que había recibido amenazas de muerte durante la semana previa a su muerte, en una entrevista con el canal Oromia Media Network.

### Protestas
La muerte de Hundessa provocó protestas a lo largo de la región de Oromía. Al menos ochenta y una personas fueron asesinadas. En manifestaciones en Adama, nueve manifestantes fueron asesinados y otros setenta y cinco resultaron heridos. Dos personas fueron tiroteadas fatalmente en Chiro. Manifestantes en Harrar escalaron una estatua de príncipe Makonnen Wolde Mikael. A las 9 a. m. del día siguiente, el suministro de internet fue interrumpido en la mayoría de Etiopía, una medida anteriormente tomada por el gobierno durante las manifestaciones y en tiempos de elecciones. El primer ministro Abiy Ahmed expresó sus pésames a la familia de Hundessa, instando a la calma entre las crecientes manifestaciones. El activista Jawar Mohammed publicó sobre la muerte de Hundessa en Facebook: 

They did not just kill Hachalu. They shot at the heart of the Oromo Nation, once again !!...You can kill us, all of us, you can never ever stop us!! NEVER!!
No solo mataron a Hachalu. Dispararon en el fondo de la nación oromo, una vez más ¡¡Nos puedes matar, a todos nosotros, pero nunca jamás podrás detenernos!! ¡¡NUNCA !!